# Platon (Schwerverkehrsabgabe)
Platon (Abkürzung aus ru.: «плата за тонны», plata sa tonny, „Zahlung pro Tonne“) ist der Name einer 2015 eingeführten Schwerverkehrsabgabe (Maut) in Russland. Sie gilt für Lastwagen mit einem erlaubten Gewicht von über 12 Tonnen. Als Grund für die Einführung von Platon am 15. November 2015 wurde genannt, dass die schweren Maschinen den öffentlichen Straßen Schäden zufügen – gemäß Angaben der Betreiber von Platon 56 % der Belagsschäden –, die es zu kompensieren gilt.
Der Betreiber des Systems Platon ist die Firma RT-Invest transportnye sistemy. Sie gehört zu 50 % Igor Arkadjewitsch Rotenberg, dem Sohn von Arkadi Romanowitsch Rotenberg, und zu 50 % der Firma RT-Invest, die ihrerseits zu 25 % der Staatsfirma Rostech gehört. Die Firma RT-Invest transportnye sistemy erhält als Betreiberin des Systems vom Staat 10,6 Milliarden Rubel jährlich. Gemäß staatlichen Prognosen werden die staatlichen Einnahmen nach Inbetriebnahme des Systems 20 bis 40 Milliarden Rubel jährlich betragen.

## Investitionen und Rentabilität
Für die Erstellung und Inbetriebnahme des Systems Platon wurden über 29 Milliarden Rubel investiert, davon fielen 2 Milliarden auf die Aktionäre der Betreiberfirma, 27 Milliarden kamen aus einem Kredit der Gasprombank. Gemäß einem Artikel in der staatlichen Rossijskaja gaseta wird der Gewinn aus dem System Platon für den Staat, also das Geld, das tatsächlich für den Straßenunterhalt verwendet werden kann, jedoch äußerst gering ausfallen, und er wird bloß etwa 5 % der jährlichen Einnahmen betragen, da mit 51 % der größte Teil der Einnahmen für die „laufenden Ausgaben“ für das System, 8 % für die Erneuerung der technischen Einrichtungen innerhalb 12 Jahren, und 35 % für die Rückzahlung der Kredite benötigt werden.

## Tarife
Für die Periode von der Einführung des Systems Platon bis am 29. Februar 2016 wurde ein Tarif von 1,53 Rubel pro gefahrenen Kilometer berechnet; vom 1. März 2016 bis am 31. Dezember 2018 wird der Tarif 3,06 Rubel betragen, danach soll ein Tarif von 3,73 Rubel pro Kilometer gelten. Nach massiven Protesten der Lastwagenfahrer wurde jedoch am 23. März 2017 entschieden, dass der Tarif weniger stark angehoben werden soll, so wird er ab dem 15. April 2017 1,90 Rubel betragen.

## Kritik und Proteste
Von Anfang an wurde starke Kritik am System Platon laut. So meinte der Journalist Sergej Parchomenko, dass aus Platon keinerlei Nutzen für den Staat, hingegen größter Nutzen für die Betreiber, namentlich die Familie Rotenberg, erwachse. Es handle sich um ein Beispiel für maßgeschneiderte, persönliche Gesetzgebung, die einzig der schnellen und garantierten Bereicherung der Familie Rotenberg diene.
Die Lastwagenfahrer begannen ab November 2015 sich organisiert gegen die Einführung des Systems zu wehren. Ab dem 11. November starteten Proteste der Fahrer in 40 Regionen der Russischen Föderation. Hunderte Lastwagenfahrer streikten und stellten ihre Lastwagen am Straßenrand ab, wodurch sie kilometerlange Staus provozierten. Die größten Aktionen fanden in Moskau, Wolgograd, Saratow und in der Republik Dagestan statt.
Eine neue Protestwelle wurde durch die Verdoppelung des Tarifs im März 2017 ausgelöst. Die Aktionen starteten am 27. März 2017. Insbesondere in Dagestan wurde der Protest von bis zu 97 % der Fahrer unterstützt; über 2000 Maschinen nahmen an der Aktion teil. An einer Kundgebung in Manas, im Bezirk Karabudchkent südlich von Machatschkala, nahmen 500 bis 600 Personen teil. Die dagestanischen Fahrer leiden besonders unter dem neuen System, da sie meist selbstständig erwerbend sind. Gemäß den Worten eines Teilnehmers des Protests, Magomedgadschi Magomedow, betragen die Einnahmen aus einer Fahrt von Dagestan nach Moskau und retour ungefähr 20.000 Rubel; bei einer Distanz von 3600 Kilometern und dem neuen Tarif von 3,06 Rubel falle die Hälfte seines Einkommens weg.
Anfang Dezember 2017 teilte das russische Justizministerium mit, man habe die im Laufe der Proteste gegründete Fernfahrervereinigung OPR (Объединение Перевозчиков России) nach einer Buchprüfung als ausländischen Agent eingestuft. Die Vereinigung hat nach eigenen Angaben eine Spende von rund 250.000 Rubel (rund 3500 Euro) von einer Privatperson aus Deutschland erhalten.